# 부더

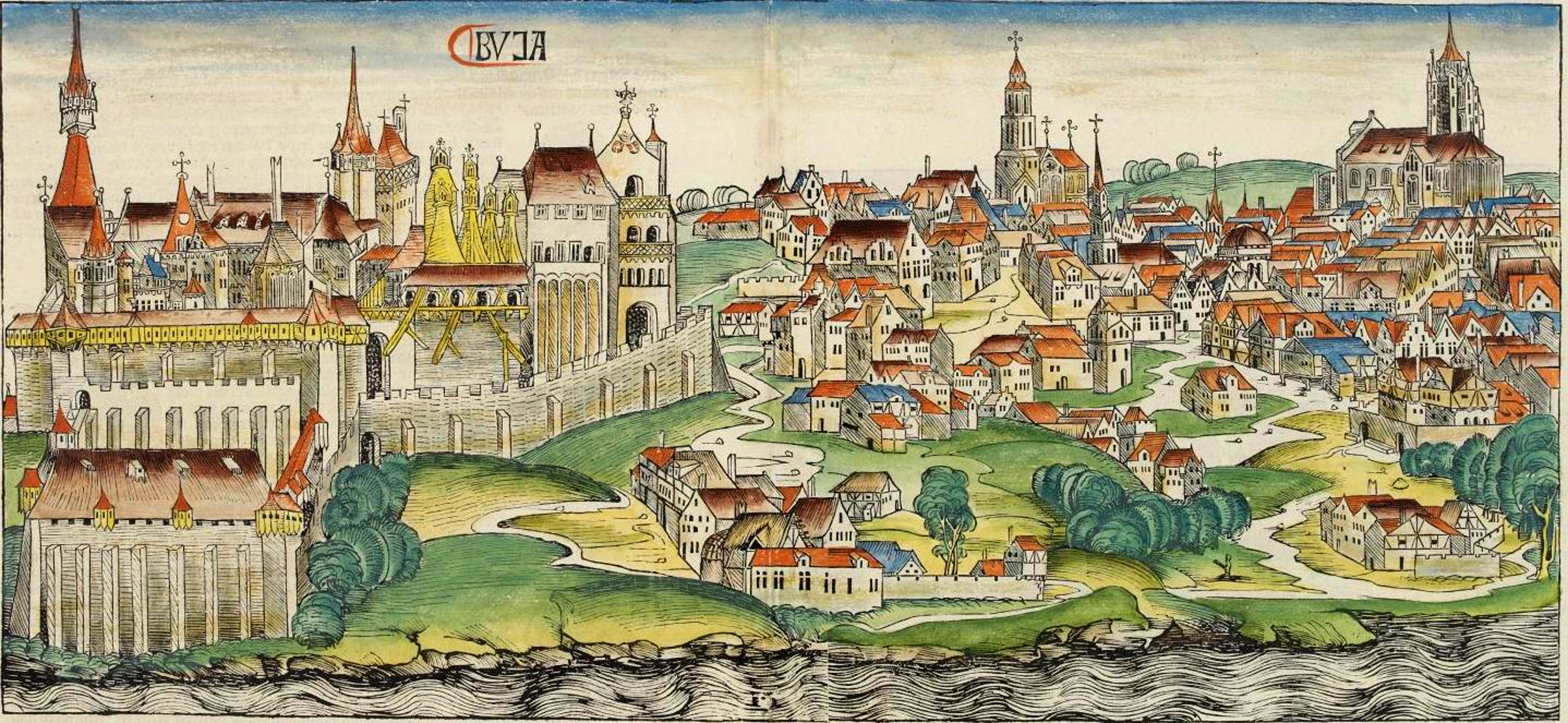
하르트만 셰델의 《뉘른베르크 연대기》 속 부더를 묘사한 삽화. 1493년

부더(헝가리어: Buda)는 헝가리의 수도 부다페스트 서쪽 지역으로, 도나우강 서안에 위치한다. 부다라는 명칭은 훈족의 왕 블레다의 이름에서 유래하지만 그의 이름이 헝가리어로 부다이기 때문이다. 독일어권에서는 오펜(Ofen)이라고 한다. 부다페스트 전체 면적의 약 1/3을 차지하며, 그 거의 대부분은 나무나 구릉이다.

## 같이 보기
- 부다성